# La Fille du garde-barrière
Pour plus de détails, voir Fiche technique et Distribution.
La Fille du garde-barrière est un film français réalisé par Jérôme Savary, sorti en 1975.

## Fiche technique
- Titre : La Fille du garde-barrière
- Réalisation : Jérôme Savary, assisté de Michel Debats et Laurent Ferrier
- Scénario et dialogues : Jérôme Savary et Roland Topor
- Photographie : Robert Alazraki et Dominique Chapuis
- Décors : Michel Lebois et Patrick Chauveau
- Costumes : Cécile Estienne et Michel Dussarat
- Montage : Claude Reznik et Hélène Viard
- Musique : Eric Demarsan
- Photographe de plateau : Patrick Grandperret
- Affiche du film : Léo Kouper
- Sociétés de production : Fatty's Productions - Atelier de production cinématographique
- Tournage : du 3 février au 27 mars 1975
- Pays d'origine :  France
- Durée : 95 minutes
- Date de sortie : 
  - France : 3 septembre 1975
- Affiche : Léo Kouper (France)

## Distribution
- Mona Heftre
- Michel Dussarat
- Annick Berger
- Jean-Paul Farré
- Valérie Kling
- Jean-Paul Muel
- Roland Topor
- Jérôme Savary
- Gérard Boucaron